# Maggiatal

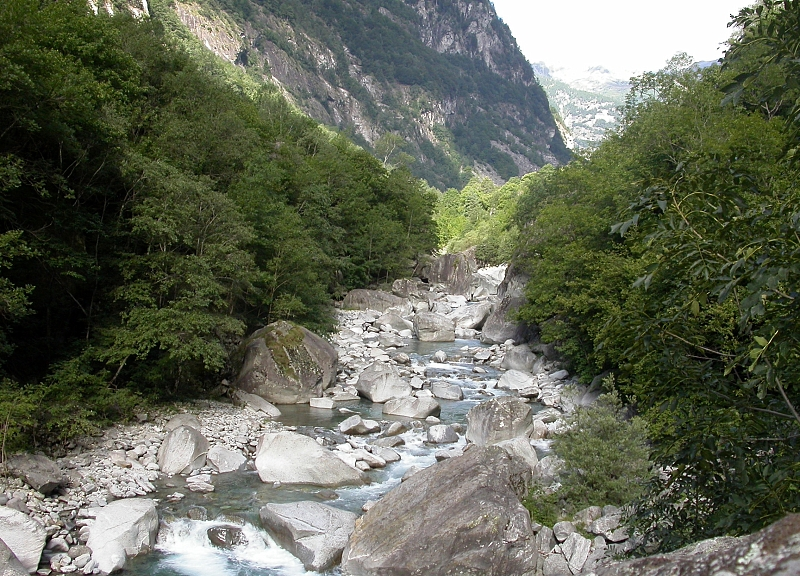
Die Maggia im Maggiatal

Das Maggiatal, früher Meiental, Mayenthal, (italienisch Valle Maggia) ist ein Tal im Schweizer Kanton Tessin.

## Geographie

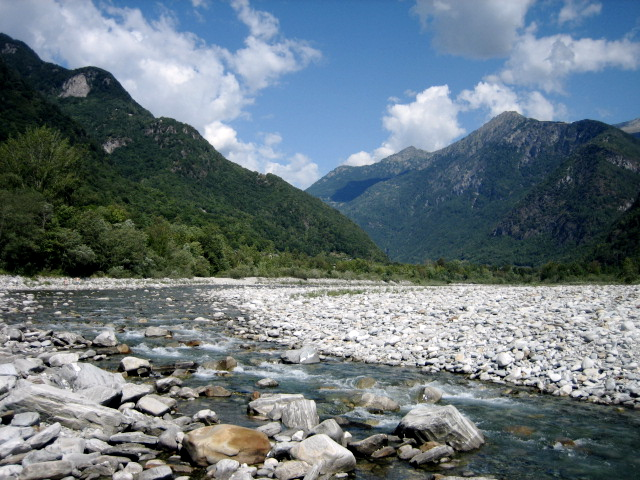
Die Maggia bei Lodano

Das Tal wird vom Fluss Maggia durchflossen und erstreckt sich von Locarno am Lago Maggiore etwa 50 km weiter nach Norden. Es entsteht bei der Vereinigung der Seitentäler Bavonatal von rechts und Val Lavizzara von links beim Dorf Cavergno. Das Tal und die Nebentäler liegen im Bezirk Vallemaggia.
Grössere Gemeinden im Tal sind Lavizzara, Avegno-Gordevio, Maggia und Cevio.
Die dem Maggiatal benachbarten Flussgebiete sind im Osten das Verzascatal, im Westen das Ossolatal und im Norden das Bedrettotal bzw. die obere Valle Leventina.

## Geschichte
Funde aus der Kupferzeit belegen, dass das Tal mindestens seit dieser Zeit besiedelt war. In römischer Zeit (Spätlatènezeit und Augusteische Zeit) war das gesamte Tal dünn besiedelt, wahrscheinlich mit Ausrichtung auf den Vicus Muralto. Es wird angenommen, dass die Kulturlandschaft des Tals mit Terrassen, Kastanien- und Nussbaumpflanzungen bereits in römischer Zeit entstanden ist.
Die Talsohle war sicherlich während der Eisenzeit von Gruppen von Galliern besiedelt (Maggia ist ein gallischer Name).  Römische Gräber wurden in Avegno, Gordevio, Aurigeno, Moghegno, Cevio und Maggia gefunden.
Im Mittelalter erreichten die Langobarden Locarno und begannen das Tal unter der Feudalherrschaft der Capitanei zu beherrschen. In dieser Zeit verbreitete sich das Christentum, und die Kirche San Vittore in Muralto wurde gegründet. Danach wurden Maggia, Sornico und Cevio zu eigenständigen Gemeinden. Nach und nach organisierten sich die einzelnen Gemeinden in grösseren Einheiten.
Im 14. Jahrhundert bildeten Bignasco, Cavergno, Brontallo und Menzonio eine Verwaltungseinheit, ebenso die Dörfer des Val Lavizzara und des Val Rovana (Cevio, Cavergno, Campo, Cerentino und Bosco waren die Rovana Superior). 1398 weigerten sich das Maggiatal, das Verzascatal und Mergoscia, dem Locarneser Adel, der in diesen Gebieten Lehen besass, Abgaben zu zahlen; 1403 trennten sich die Täler formell von Locarno und gründeten einen unabhängigen Gerichtsbezirk mit einem 42-köpfigen Generalrat und eigenem Landrecht (statuti) mit Sitz in Cevio; verschiedene Konflikte zwischen den lokalen Tälern prägten ihr Zusammenleben. In den Jahren 1403/04 wurde der Streit zwischen den Gemeinden des unteren Tals und Cevio durch einen Vertrag beendet. Von 1411 bis 1412 versuchte das Tal, sich dem Herzogtum Mailand zu entziehen, und schloss sich dem Herzogtum Savoyen an. Im Jahr 1416 besetzten die Eidgenossen das Tal. Sie gaben es 1422 an Mailand und 1439 an die Familie Rusca zurück. Um 1430 wurde das Lavizzaratal rechtlich vom Maggiatal getrennt.
1513 besetzten die Eidgenossen das Tal, und für die nächsten 300 Jahre, von 1513 bis 1798, war das Maggiatal eine der Vogteien der zwölf eidgenössischen Orte; sein deutscher Name war Meiental oder Mainthal. Es war in die beiden Täler Maggiatal und Lavizzara aufgeteilt, aber nur ein Finanzchef und ein Vorsteher amteten jeweils für zwei Jahre; letzterer wählte seinen Wohnsitz (in Cevio oder Sornico) selbst, musste sich aber regelmässig im anderen Hauptort aufhalten, um die Rechtsstreitigkeiten zu beurteilen, in schwierigen Fällen mit Hilfe der örtlichen Richter. Das Val Lavizzara verteidigte seine Eigenständigkeit gegenüber dem Maggiatal. Es sabotierte die Versuche einiger Landvögte und des Jahresrechnungsstatuts, das Gericht zentral in Cevio anzusiedeln oder die Direktoren zu stürzen.
Als 1798 die Helvetische Republik gegründet wurde, wurde das Maggiatal Teil des Kantons Lugano; 1803 gab Napoleon der Republik eine föderale Struktur, und das Tessin wurde ein eigener selbständiger Kanton mit dem Vallemaggia als eigenem Bezirk und Cevio als Hauptort.
1824 wurde die erste Strasse nach Bignasco eröffnet; 1860 wurde sie ins Val Lavizzara, 1882 ins Rovana bis Cimalmotto, ins Valle di Bosco nach 1905 und ins Valle di Peccia erst zwischen 1922 und 1924 ausgebaut.
Mitte des 19. Jahrhunderts wanderten aufgrund der Unwetter von 1868, der Nahrungsmittelknappheit, wirtschaftlicher Not und des Goldrauschs viele Familien nach Australien und Amerika aus. Zwischen 1840 und 1870 wanderten 2000 Menschen aus, vor allem Männer. Plinio Martini hat die harte Lebensweise u. a. in seinem Roman Il fondo del sacco. Romanzo beschrieben.
Die Dörfer Lodano und Giumaglio haben zusammen eine Bevölkerung von etwa 200 Personen, im 19. Jahrhundert waren es noch 500.
In Folge der Unwetter von Ende Juni 2024 gab es acht Todesopfer und umfangreiche Schäden in Höhe von mehreren zehn Millionen Franken.

## Verkehr

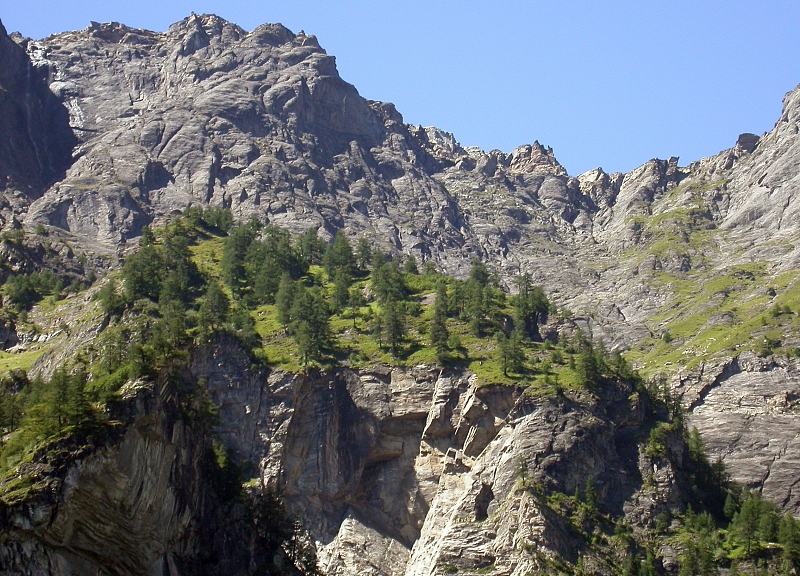
Im Maggiatal

Von 1907 bis 1965 verkehrte die Maggiatalbahn zwischen Locarno und Bignasco im Maggiatal. Nach deren Stilllegung wurde das Trassee teilweise zur Verbreiterung der Talstrasse genutzt. Geplant war damals ein Strassentunnel ins obere Valle Leventina, der jedoch nie verwirklicht wurde.
Abgesehen vom Abzweig in das Centovalli (am Unterlauf der Maggia bei Ponte Brolla) stellt das Maggiatal für den motorisierten Verkehr eine Sackgasse dar: Es gibt keine Passstrassen, die in benachbarte Täler führen würden.

## Tourismus und Klettern
Das Maggiatal ist wegen seiner Naturschönheiten und zahlreicher Felsformationen ein beliebtes Wander- und Klettergebiet. Klettergebiete liegen unter anderem an der Ponte Brolla, am Monte Garzo, bei Avegno und bei Torbeccio, es werden sowohl kurze Touren in gut ausgebauten Klettergärten als auch viele Mehrseillängenrouten mit alpinem Charakter in allen Schwierigkeitsgraden angeboten. Durch seine Lage südlich des Hauptalpenkamms ist das Maggiatal häufig wetterstabil, und es können bereits früh im Jahr bzw. noch spät im Jahr Wanderungen und Klettereien durchgeführt werden.

## Naturstein

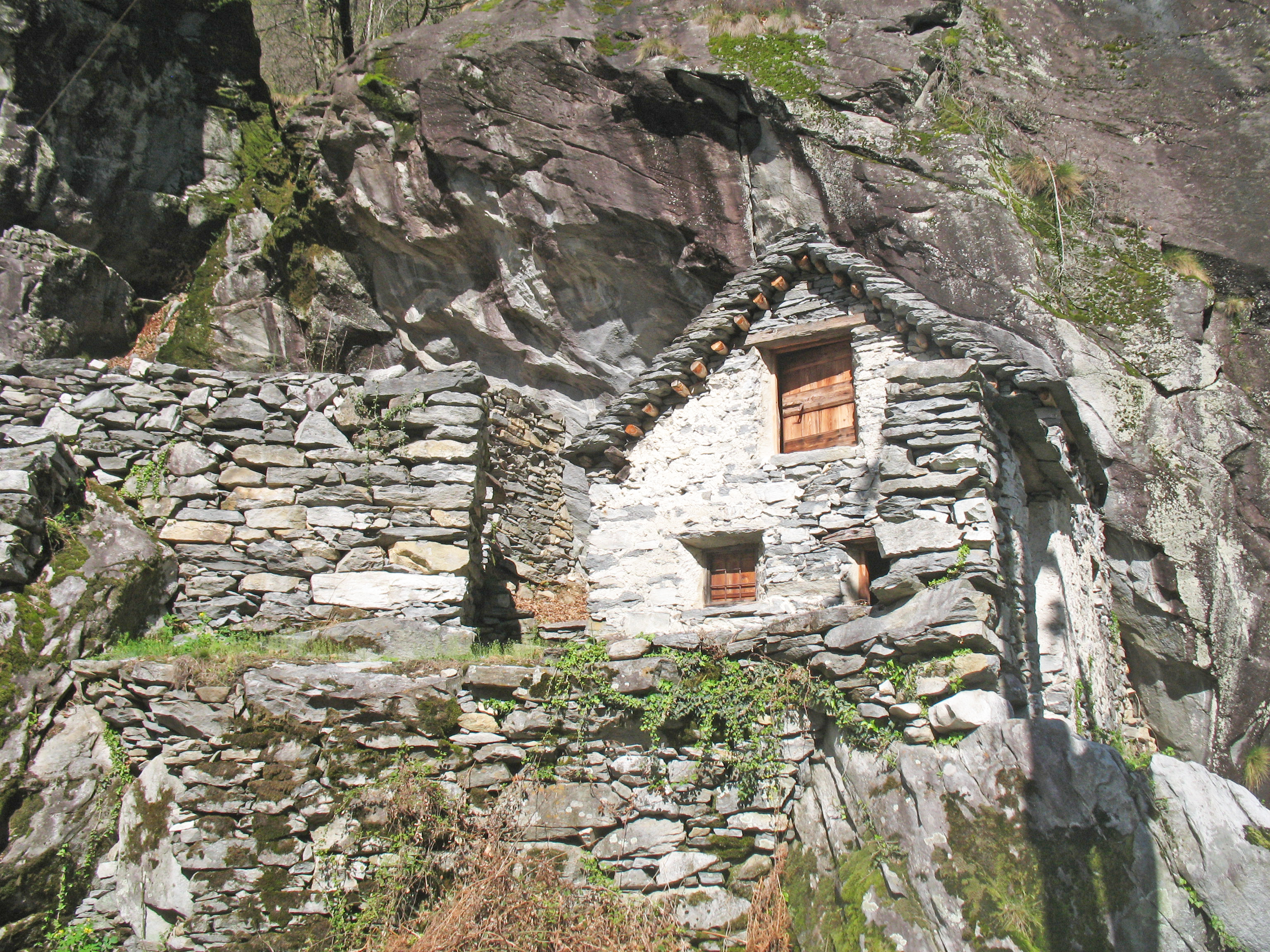
Traditionelles Rustico im Maggiatal. Das Dach ist mit Granitplatten gedeckt.

Das Handwerk rund um den Stein hat hier eine jahrhundertealte Tradition. Seit jeher war Stein neben Holz das wichtigste Baumaterial. Es wird ein graues feinkörnig-kristallines Gestein gewonnen, das meist als Granit bezeichnet wird. Es dürfte sich jedoch eher um einen Gneis handeln, sonst wäre das Material auch nicht so leicht zu spalten.  Dieser Stein wird hier in so vielfältiger Weise verwendet wie in nur wenigen anderen Regionen. Die traditionellen Häuser sind mit schweren Steinplatten eingedeckt. Sogar Pfosten für Weinreben oder Pergolas werden daraus gefertigt.
Ebenfalls von grosser Bedeutung ist der Marmor aus dem Pecciatal in der Gemeinde Lavizzara.

## Trivia
Max Frisch lässt den Protagonisten seines Buches Der Mensch erscheint im Holozän eine Wanderung vom nahe gelegenen Valle Onsernone über den Passo della Garina nach Aurigeno im Maggiatal unternehmen.